# Пуниша Перовић
Пуниша Перовић (Шобаићи, код Даниловграда, 5. мај 1911 — Београд, 27. март 1985) био је црногорски и југословенски правник, књижевник, учесник Народноослободилачке борбе, друштвено-политички радник СФР Југославије и СР Црне Горе и народни херој Југославије.

## Биографија
Рођен је 5. маја 1911. године у Шобаићима, код Даниловграда. Гимназију је завршио у Никшићу. Апсолвирао је на Правном факултету у Београду. Одмах после уписа на Правни факултет, укључио се у студентски покрет. Године 1933. постао је члан КП Југославије. Као истакнути партијски радник, био је биран за члана Универзитетског комитета КПЈ, као и за председника студената-комуниста у Радном одбору Уједињене студентске омладине.
У студентским демонстрацијама, фебруара 1935, против оснивања концентрационог логора у Вишеграду, био је ухапшен и затворен у Главњачу. Тамо је био подвргнут полицијској тортури, а затим пребачен у затвор на Ади Циганлији. Због недостатка доказа, био је ослобођен. После изласка из затвора, наставио је рад у револуционарном покрету, ангажујући се у штрајку студената Београдског универзитета 1936. године, као и у демонстрацијама 14. децембра 1939, на улицама Београда под паролом „За мир, хлеб и слободу“, и тада је поново ухапшен и изведен пред Суд за заштиту државе, али, због недостатка доказа, и овог пута је био ослобођен.
Још као средњошколац у никшићкој гимназији, учествовао је у раду литерарне дружине. Његови радови објављивани су у ђачким и омладинским листовима. На Универзитету био је један од уредника омладинског часописа „Млада култура“. Његови текстови штампани су и у листовима „Народни студент“ и „Младост“.

### Народноослободилачка борба
После окупације Краљевине Југославије, Пуниша Перовић, организациони секретар Месног комитета КПЈ за Даниловград, радио је на организовању устанка. И као политички руководилац и као борац истакао се у Тринаестојулском устанку 1941. године. Радио је на реорганизовању партизанских јединица, развијању политичког рада у народу и разбијању утицаја петоколонаша. У јесен 1941. године, по одлуци Покрајинског комитета КПЈ, упућен је у Херцеговину. До јануара 1942. радио је као члан Окружног комитета КПЈ за Источну Херцеговину. То је време напора КПЈ да устанак у овој области добије масовни карактер, време стварања партизанских батаљона и њихових бројних акција и борби. Отуда је, јануара 1942, именован за секретара Окружног комитета КПЈ за Фочу. Готово пет месеци радио је на стварању и учвршћивању партијских организација, на обнављању и развијању устанка, на стварању партизанских и добровољачких јединица. Када је, јуна 1942. године, формирана Пета пролетерска црногорска бригада, одлуком ЦК КПЈ био је именован за руководиоца Политодела ове јединице. Радио је на учвршћивању партијске и скојевске организације, на учвршћивању бригаде као колектива и њеном политичком и војном ангажовању. У том периоду бригада је имала веома значајне подухвате, међу којима и марш—пробој од Зеленгоре и Дрине до Прозора.
Од јесени 1942. до маја 1943. године био је, прво, руководилац Политодела Четврте пролетерске, а затим Друге пролетерске бригаде. Као истакнути партијски радник, као руководилац који је веома успешно обављао њему поверене функције, 1943. године упућен је на дужност у Покрајински комитет КПЈ за Црну Гору и Боку. На тој дужности остао је до ослобођења земље. Био је руководилац Агитпропа Покрајинског комитета КПЈ. Као истакнут друштвено-политички радник, био је изабран за посланика Црногорске антифашистичке скупштине народног ослобођења, а касније за министра просвете у влади Црне Горе.

### Послератна каријера
После одласка из Црне Горе, обављао је истакнуте функције у на савезном нивоу. До 1948. године био је представник ЦК КПЈ код ЦК СКП(б) у Москви.
После повратка у Београд, био је директор Више партијске школе „Ђуро Ђаковић”, помоћник министра просвете Савезне владе и председник Комитета за високо школство. Био је директор и главни уредник листа „Борба“, први главни уредник листа „Побједа“, а затим директор Института за међународни раднички покрет. Више пута биран је за народног посланика Савезне скупштине СФРЈ. За члана ЦК СКЈ биран је на Шестом и Седмом конгресу Савеза комуниста Југославије. Више година налазио се на дужности потпредседника Савезне конференције ССРН Југославије (до 1969).
Био је члан Савета федерације и пуковник ЈНА у резерви. Добитник је награде АВНОЈ-а.
Преминуо је 27. марта 1985. године у Београду и сахрањен је у Алеји заслужних грађана, на Новом гробљу.
Матица црногорска – огранак Даниловград одржала је 6. маја 2011. године вече посвећено Пуниши Перовићу поводом 100. годишњице рођења.
Носилац је Партизанске споменице 1941., Ордена народног ослобођења и других југословенских одликовања. Орденом народног хероја одликован је 27. новембра 1953. године.